# Schloss Neu-Grabenhofen

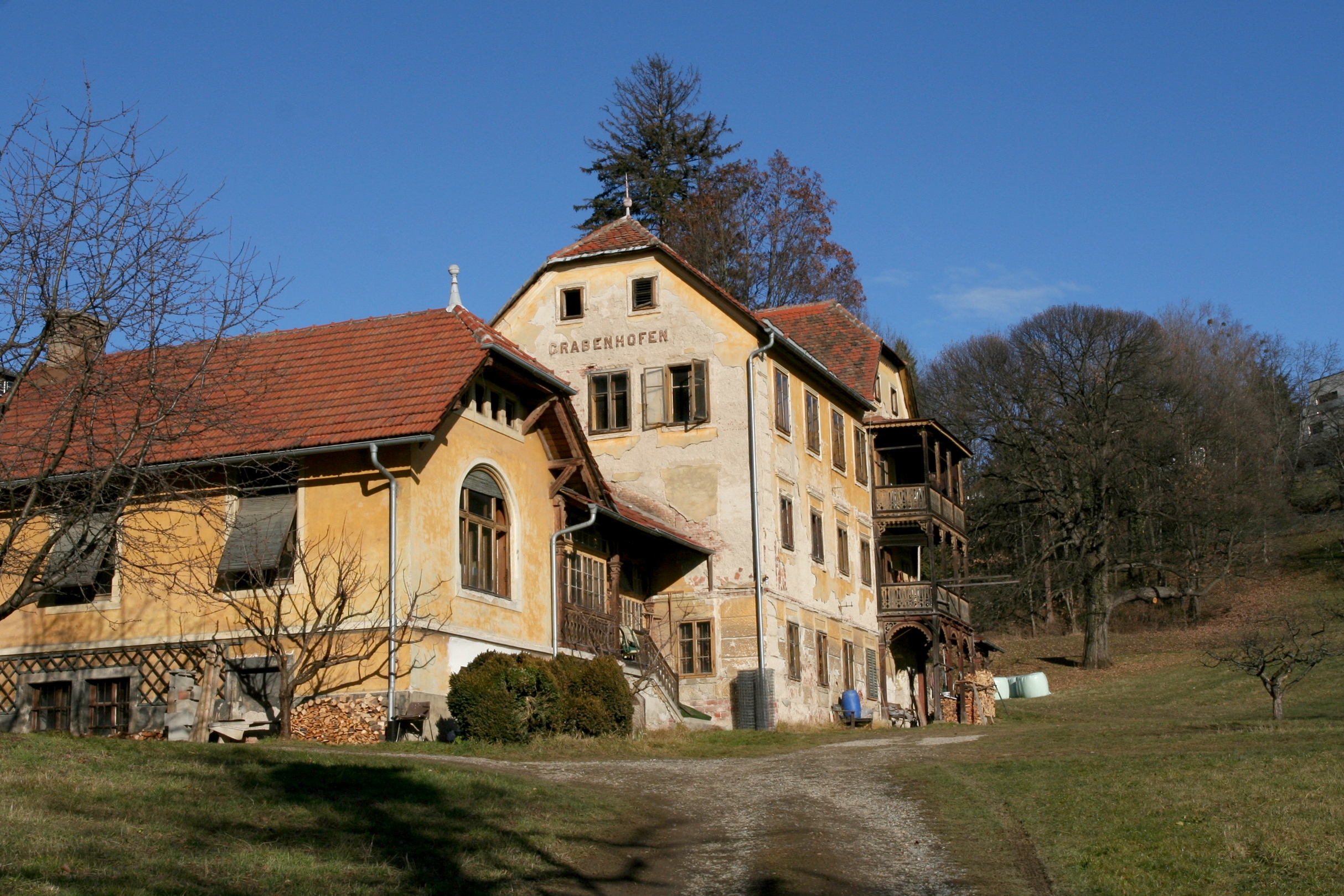
Das Schloss im Jahr 2007

Das Schloss Neu-Grabenhofen ist ein Ansitz, der sich in der Grazer Grabenhofenweg 64 befindet. Seine Geschichte führt bis zum Anfang des 16. Jahrhunderts zurück.

## Beschreibung
Im Jahre 1611 umfasste das Gut neben dem Schloss einen Keller, eine Presse sowie zwei Weinzierlhäuser.

## Geschichte
Das Schloss wurde wahrscheinlich am Anfang des 16. Jahrhunderts erbaut. In der zweiten Hälfte des 16. Jahrhunderts war es im Besitz der Freiherren von Hofmann. 1591 verkaufte Friedrich Freiherr von Hofmann das Schloss an Dr. Adam Venediger, der es 1600 an den landesfürstlichen Rat Niklas Tschandik weiterverkaufte. Adam Grueber und seine Frau Maria Salome erwarben das Gut am 10. Jänner 1611. In der darauf folgenden Zeit wechselte das Gut häufig seine Besitzer. Am 31. Juli 1773 kaufte Josef Boseth von Trautenburg das Schloss gemeinsam mit dem Schloss Alt-Grabenhofen, mit dem er es zusammenlegte. Josef Boseth von Trautenburg verkaufte 1777 das Gut weiter. Ab diesem Zeitpunkt wechselte das Gut bis heute häufig seine Besitzer.